# كيفن ليتل
كيفن ليتل (بالإنجليزية: Kevin Little) هو عداء سريع أمريكي، ولد في 3 أبريل 1968 في دي موين في الولايات المتحدة.

## وصلات خارجية
- كيفن ليتل على موقع الاتحاد الدولي لألعاب القوى (الإنجليزية)